# Los perros de la guerra (El ala oeste)
 Los perros de la guerra  es el segundo capítulo de la quinta temporada de la serie dramática El ala oeste.

## Argumento
La crisis internacional producida por el secuestro de la hija del presidente Bartlet alcanza un punto crítico cuando el portavoz Glen Allen Walken, actual presidente, ordena el bombardeo de los campos terroristas de Qumar. Poco después, y ante la presencia del secretario de Estado Lewis "Lew" Berryhill, Leo informa del ataque al embajador de Qumar, Umar Usef. Este, horrorizado, les comenta que Qumar es de los pocos estados árabes amigos de los Estados Unidos y con esta medida provocarán una insurrección del pueblo y el posible derrocamiento del gobierno.
Durante el ataque, un helicóptero es abatido, con varias bajas. Los secuestradores dan un plazo de veinticuatro horas para la retirada de las tropas americanas de este país y mandan al Canal Al Jazeera una foto de Zoey Bartlet sostendiendo un periódico del día. Su padre es informado y poco a poco su aspecto es cada vez más sombrío.
Mientras tanto, Josh está más irritado que nunca al percibir que los republicanos podrían aprovechar la coyuntura y establecer su propia agenda legislativa. Teme que, entre otras cosas, ilegalicen el aborto y recorten libertades civiles y ayudas sociales. Además, debe soportar a un nuevo becario, Ryan Pierce, enviado por Leo y que, al igual que él, ha estuadiado en la Universidad de Harvard.
Por su parte Toby redacta dos discursos, el segundo de los cuales para ser leído en el caso de no encontrar a Zoey Bartlet con vida. El presidente Bartlet va a visitarle y termina pidiéndole este documento. Tras leerlo se lo queda. Finalmente, al final del episodio, los secuestradores son localizados y abatidos. Zoey Bartlet, conmocionada, es visitada por sus padres y Charlie. Únicamente tiene una fractura de hombro, pero, probablemente, serias heridas psicológicas. Poco después, al tercer día de su renuncia, su padre vuelve al cargo y leer el discurso modificado de Toby (que en realidad había escrito Will Bailey).

## Curiosidades
- Madeleine Albright, ex Secretaria de Estado de Bill Clinton, regañó a Aaron Sorkin por no incluir un papel femenino para este cargo en la serie. El guionista, acostumbrado a esto, le dijo “Si señora, lo que usted diga, señora”. Evidentemente no le hizo caso, y el papel fue para el veterano actor William Devane[1]

- Durante la grabación del capítulo, el activismo creciente de Martin Sheen, quien interpreta al Presidente Bartlet, llevó a muchos a pensar que renunciaría a la serie. Y es que multitud de votantes demócratas veían en él a un excelente candidato para la política. Finalmente, el actor volvió y siguió hasta el final, 3 temporadas después.[1]

- La actriz Mary-Louise Parker se encontraba embarazada mientras rodaba este episodio. En el momento de hacer este capítulo, los guionistas no sabían que hacer con su personaje, si mantenerlo o aprovechar su embarazo.

## Enlaces
- Enlace al Imdb. (enlace roto disponible en Internet Archive; véase el historial, la primera versión y la última).
- Guía del Episodio (en inglés).
- Ficha en Imdb del actor William Devane.